# Стьєпан Шулек
Стьєпан Шулек (хорв. Stjepan Šulek; 5 серпня 1914, Загреб — 16 січня 1986, Загреб) — хорватський композитор, диригент і скрипаль, член Югославської академії наук і мистецтв (з 1954 року). 

## Біографія
У 1936 році закінчив Музичну академію в Загребі, де навчався у Вацлава Хумла (скрипка) і Благоє Берси (композиція). Працював у Загребі. В 1933—38 роках грав у Симфонічному оркестрі Радіо, у 1935—39 роках виступав у складі фортепіанного тріо, у 1938 році — у струнному квартеті, з 1938 року — у Камерному тріо. У 1940—41 роках викладав скрипкову гру у середній школі при Музичній академії, у 1941—45 роках — у Педагогічній школі, з 1945 року — у Музичній академії; у 1947-75 роках — там же професор по класу композиції. У 1958—62 роках — диригент камерного оркестру Радіо і телебачення. 1973 року отримав Премію Владимира Назора за значні досягнення у музиці.
Шулек — один з провідних югославських композиторів-симфоністів. Симфонії Шулека написані у класичних традиціях, відрізняються масштабністю задумів, виявляють майстерність оркестрового письма. У «Класичних концертах» для оркестру композитор звертається до жанру concerto grosso, відтворює риси ранніх симфоній віденської класичної школи.

## Твори
- опери (за Вільямом Шекспіром) — Коріолан (на власне лібрето, 1958, Загреб), Буря (1969, Загреб);
- симфонічер-хореографічний «трактат» De veritate (1976);
- кантата Останній Адам (Posljednji Adam, 1964);
- для оркестру — 6 симфоній (1944, 2-а, Eroica, 1946; 1948, 1954, 1964, 1966), 3 класичні концерти (1944, 2-й і 3-й для струнного оркестру, 1953, 1957), Урочистий пролог Sclentiae et arti (Svecani prolog …, 1966), Епітафія за втраченою ілюзією (Epitaf jednoj izgubljenoj iluziji, 1971);
- концерти з оркестром — для фортепіано (1949, 1952, 1963, 1970), скрипки (1951), альта (1959), віолончелі (1949), фагота (1958), кларнета (з камерним оркестром, 1967), валторни (1972), для органа: Пам'ятай (Memento, 1974);
- камерно-інструментальні ансамблі — сонати з фортепіано: для скрипки (1972), тромбона (1973), віолончелі (1974), фп. секстет (1975);
- соната (1947) та інші твори для фортепіано, у тому числі збірка Музика малюкам (Muzika za malisane, 1946);
- для голосу з фортепіано — Цикли пісень, у тому числі Пісня мертвого поета (Pjésma mrtvog pjesnika, 1971).